# Pastor-da-rússia-meridional
Pastor-da-rússia-meridional[a][b] (em russo:  Южнорусская овчарка) ou pastor-da-ucrânia (Українська вівчарка) é uma raça canina oriunda da Ucrânia ("Sul da Rússia" na linguagem do século XIX). Em geral, estes caninos são descritos como animais de constituição robusta, e de personalidade valente e desconfiada quando apresentado a pessoas novas. Podendo chegar a medir 65 cm na altura da cernelha, tem as diferenças entre machos e fêmeas claras, já que eles são mais fortes e maiores. Sua personalidade é classificada como equilibrada e vivaz.